# Yash Chopra
Pour les articles homonymes, voir Chopra.
Yash Chopra (né le 27 septembre 1932 à Lahore et mort le 21 octobre 2012 à Bombay) est un réalisateur, producteur et scénariste indien. Il a notamment réalisé les films Deewaar, Lamhe, Darr, Dil to Pagal Hai et Veer-Zaara. Il est aussi le producteur de nombreux succès de ces dernières années comme Dilwale Dulhania Le Jayenge, Mohabbatein, Saathiya et Hum Tum.

## Carrière
Yash Chopra naît en 1932 à Lahore, dans l'Inde britannique, une ville devenue pakistanaise lors de la partition des Indes en 1947. Il passe son enfance à Jalandhar, dans le Penjab et, à l'âge de 19 ans, s'installe à Bombay pour travailler avec son frère aîné Baldev Raj Chopra dans l'industrie cinématographique. Au cours des années 1960 et 70, il introduit des idées novatrices dans ses films : paysages romantiques, costumes somptueux et chansons entraînantes, autant d'éléments qui deviendront incontournables dans les futures productions de Bollywood. La société Yash Raj Films qu'il fonde en 1970 est l'une des plus importantes sociétés de production et de distribution de films indiens.
Yash Chopra a deux fils travaillant dans l'industrie cinématographique, Aditya (réalisateur, scénariste et producteur) et Uday (acteur). Quelques semaines avant la sortie de son dernier film, Jusqu'à mon dernier souffle, il meurt le 21 octobre 2012 à l’hôpital Lilavati de Bombay où, atteint de la dengue, il avait été admis quelques jours plus tôt.

## Filmographie

### Assistant réalisateur
- 1957 : Naya Daur (en), de Baldev Raj Chopra

### Réalisateur
- 1959 : Dhool Ka Phool (en)
- 1961 : Kanoon (en), coréalisé avec Baldev Raj Chopra
- 1961 : Dharmputra (en)
- 1965 : Waqt (en)
- 1969 : Aadmi Aur Insaan (en)
- 1969 : Ittefaq (en)
- 1973 : Daag (film, 1973) (en)
- 1973 : Joshila (en)
- 1975 : Deewaar
- 1976 : Kabhi Kabhie
- 1978 : Trishul (en)
- 1979 : Kaala Patthar
- 1981 : Silsila
- 1984 : Mashaal (en)
- 1985 : Faasle (en)
- 1988 : Vijay (en)
- 1989 : Chandni (en)
- 1991 : Lamhe
- 1993 : Parampara (en)
- 1993 : Darr
- 1997 : Dil to Pagal Hai
- 2004 : Veer-Zaara
- 2012 : Jusqu'à mon dernier souffle (Jab Tak Hai Jaan)

### Producteur
- 1973 : Daag (film, 1973) (en)
- 1976 : Kabhi Kabhie
- 1977 : Doosra Aadmi (en), de Ramesh Talwar (en)
- 1979 : Noorie (en), de Manmohan Krishna (en)
- 1979 : Kaala Patthar
- 1981 : Nakhuda (en), de Dilip Naik
- 1981 : Silsila
- 1982 : Sawaal (en), de Ramesh Talwar (en)
- 1984 : Mashaal (en)
- 1985 : Faasle
- 1988 : Vijay
- 1989 : Chandni
- 1991 : Lamhe
- 1993 : Darr
- 1993 : Aaina (en), de Deepak Sareen
- 1994 : Yeh Dillagi, de Naresh Malhotra
- 1995 : Dilwale Dulhania Le Jayenge, de Aditya Chopra
- 1997 : Dil to Pagal Hai
- 1997 : Humko Ishq Ne Mara (téléfilm de Arjun Sablok)
- 2000 : Mohabbatein, de Aditya Chopra
- 2002 : Mere Yaar Ki Shaadi Hai (en), de Sanjay Gadhvi
- 2002 : Mujhse Dosti Karoge!, de Kunal Kohli
- 2002 : Saathiya, de Shaad Ali
- 2004 : Hum Tum, de Kunal Kohli
- 2004 : Dhoom, de Sanjay Gadhvi
- 2004 : Veer-Zaara
- 2005 : Bunty Aur Babli, de Shaad Ali
- 2005 : Salaam Namaste, de Siddharth Anand
- 2005 : Neal'N'Nikki, de Arjun Sablok
- 2006 : Fanaa, de Kunal Kohli
- 2006 : Dhoom 2, de Sanjay Gadhvi
- 2006 : Kabul Express de Kabir Khan
- 2007 : Ta Ra Rum Pum de Siddharth Anand
- 2007 : Jhoom Barabar Jhoom de Shaad Ali
- 2007 : Chak De ! India de Shimit Amin
- 2007 : Laaga Chunari Mein Daag de Pradeep Sarkar
- 2007 : Aaja Nachle de Anil Mehta
- 2008 : Tashan de Vijay Krishna Acharya
- 2008 : Thoda Pyaar Thoda Magic de Kunal Kohli
- 2008 : Bachna Ae Haseeno de Siddharth Anand
- 2008 : Roadside Romeo de Jugal Hansraj
- 2008 : Rab Ne Bana Di Jodi de Aditya Chopra
- 2009 : New York de Kabir Khan
- 2009 : Dil Bole Hadippa! de Anurag Singh
- 2009 : Rocket Singh: Salesman of the Year de Shimit Amin
- 2010 : Pyaar Impossible de Jugal Hansraj
- 2012 : Jusqu'à mon dernier souffle

## Récompenses
- Prix Dadasaheb Phalke (2002)
- Filmfare Awards
  - 1966 : Meilleur réalisateur pour Waqt
  - 1970 : Meilleur réalisateur pour Ittefaq
  - 1974 : Meilleur réalisateur pour Daag: A Poem of Love
  - 1976 : Meilleur film / Meilleur réalisateur pour Deewaar
  - 1992 : Meilleur film Lamhe (réalisateur)
  - 1996 : Meilleur film Dilwale Dulhania Le Jayenge (producteur)
  - 1998 : Meilleur film Dil to Pagal Hai (réalisateur)
  - 2005 : Meilleur film Veer-Zaara (réalisateur)
  - 2006 : Power Award
- IIFA Awards 2005 : Meilleur réalisateur pour Veer-Zaara
- Zee Cine Awards 2005 : Meilleur réalisateur pour Veer-Zaara
- Prix Star Screen du meilleur film 2008 Chak De ! India (producteur)